# 氷川きよし・演歌名曲コレクション5〜初恋列車〜
『氷川きよし・演歌名曲コレクション5〜初恋列車〜』は、日本の演歌歌手氷川きよしのアルバムである。2005年5月18日発売。発売元はコロムビアミュージックエンタテインメント。

## 収録曲
1. 初恋列車(3:58) 
作詞：里村龍一／作曲：北野明／編曲：伊戸のりお
2. 北行き最終便(3:53)
作詞：仁井谷俊也／作曲：杜奏太朗／編曲：伊戸のりお
3. 東京霧笛(4:02)
作詞：小野塚清一／作曲：桧原さとし／編曲：蔦将包
4. 口笛の港(4:48)
作詞：かず翼／作曲：大谷明裕／編曲：南郷達也
5. 夏子の海峡(3:57)
作詞：下地亜記子／作曲：大谷明裕／編曲：石倉重信
6. いつもみんなで手をつなごう(4:38)
作詞：下地亜記子／作曲：大谷明裕／編曲：矢野立美
7. 黒い花びら(2:59)
作詞：永六輔／作曲：中村八大／編曲：蔦将包
水原弘のカバー
8. 長崎の女(3:57)
作詞：たなかゆきを／作曲：林伊佐緒／編曲：蔦将包
春日八郎のカバー
9. 達者でナ(3:35)
作詞：横井弘／作曲：中野忠晴／編曲：蔦将包
三橋美智也のカバー
10. 街のサンドイッチマン(3:01)
作詞：宮川哲夫／作曲：吉田正／編曲：伊戸のりお
鶴田浩二のカバー
11. 東京ラプソディ(3:30)
作詞：門田ゆたか／作曲：古賀政男／編曲：伊戸のりお
藤山一郎のカバー
12. 浅草パラダイス(4:35)
作詞：下地亜記子／作曲：東天晴／編曲：伊戸のりお
渡辺ひろ美のカバー